# マクラガイ上科
マクラガイ上科（マクラガイじょうか）（枕貝上科）、学名 Olivoidea は、新腹足類に分類される腹足類（巻貝）の分類群の一つ。

## 概要
世界中の海に分布し、2017年の分類では上科内に5科が分類されている。そのうちの2科は2017年に創設された新科である。従来はマクラガイ科1科のみか、そこからホタルガイ科を分けて2科とするかであったが、分子系統解析の結果などを踏まえた結果から5科に分けられた。
学名は、Olividae （マクラガイ科） の学名のうち科を表す接尾辞「-idae」を上科 (Superfamily) を表す「-oidea」に変えたもの。これらの学名の元になっている属名はマクラガイ属 Oliva で、ラテン語でオリーブを意味するこの語は、マクラガイ類の殻がオリーブの実に似ていることに由来する。和名は日本本土の代表的なマクラガイ科であるマクラガイの形を枕に見立てたもので、それが科名やこのグループの基幹名となっている。

## 分布
全てが海産で、世界中の海域から知られ、特に熱帯から亜熱帯域の沿岸部に多くの種類が生息するが、高緯度地域にも分布する。水深では潮間帯から浅海に多いが、一部の種が深海にまで生息し、Amalda sibuetae のように水深1,855mの深みから知られる種もある。

## 形態
殻は丸みを帯びた円筒型や紡錘形、または砲弾型のものが多く、それらが更に丸く膨らんだり、螺塔が伸びたりするなどの変化がある。殻表は概ね平滑で、顕著な突起や彫刻があるものはほとんどない。これは砂泥底を潜行する生態に関係していると考えられている。水管溝は殻口下端（前端）に明瞭な切れ込みを形成するが、管状に伸びることはない。殻底部には繃帯と呼ばれる明瞭に区分された帯状部をもつ。内唇-軸唇は、フデガイ科やガクフボラ科などに見られるような大きく発達した襞はないが、マクラガイ科のマクラガイ亜科では細かい襞状の刻みがあり、その他のグループでは概ね平滑で単純。
蓋は、マクラガイ科ではあるものと無いものとがあり、それ以外の科には存在する。蓋は革質で核（成長の始点）が下端近くにある木の葉型であることが多く、殻口をほぼ完全に塞げるものから、殻口より小さいものまで変化がある。
歯舌は1個の中葉と1対の側歯からなる狭歯型。
軟体のうち、足はよく発達して前後に分かれ、前足は上面中央の溝で左右に分かれて左右に多少張り出し、後足の側面は幅広く伸びて側足となり、殻を左右から覆うものがある。特にリュウグウボタル科では側足で完全に殻を覆い隠すことができる。またマクラガイ亜科のものでは、足の裏側で作った襞（ひだ）で獲物を押さえ込むことができるようになっている。水管はよく発達するが、これを保護する水管溝が殻にないため、むき出しとなる。

## 生態
主として泥底や砂底に生息し、他の貝類などを食べる捕食性で、ときに死肉食。雌雄異体で、交尾して産卵する。

## 分類
20世紀中はほとんど全てがマクラガイ科に分類されていたが、21世紀初頭ではホタルガイ科が分離され、2005年のブシェ＆ロクロワの分類 では、マクラガイ上科はマクラガイ科 Olividae とホタルガイ科 Olivellidae の2科からなり、リュウグウボタル科はマクラガイ科内の亜科とされ、またマクラガイモドキ科 Pseudolividae は エゾツノマタ科 Ptychatractidae と共にマクラガイモドキ上科として区別されていた。
この分類から10年余り後、このグループの形態研究と分子系統解析を進展させた Kantor他（2017） は、ホタルガイ科を格下げしてマクラガイ科の亜科とするとともに、従来マクラガイ科内に含まれていたリュウグウボタル亜科を独立の科とし、マクラガイモドキ上科としていたマクラガイモドキ科をマクラガイ上科に含め、更に新たに Bellolividae と Benthobiidae の2新科を創設して、マクラガイ上科を5科に分類した。この考えは海洋生物データベースのWoRMSに反映されている。なお、日本の代表的な貝類図鑑である『日本近海産貝類図鑑（第二版）』 では、2005年のブシェ＆ロクロワの分類 と同様にホタルガイ科とマクラガイ科の2科に分けているが、ブシェ＆ロクロワがマクラガイ科の亜科としたリュウグウボタル類をホタルガイ科に分類している点で特異である。
Kantor他（2017） による分類
- Ancillariidae Swainson, 1840　リュウグウボタル科
- Bellolividae Kantor, Fedosov, Puillandre, Bonillo & Bouchet, 2017
- Benthobiidae Kantor, Fedosov, Puillandre, Bonillo & Bouchet, 2017
- Olividae Latreille, 1825　マクラガイ科
- Pseudolividae de Gregorio, 1880　マクラガイモドキ科
- 以下はKantor他（2017）によって採用されない科階級の分類群名。
  - Dactylidae H. Adams & A. Adams, 1853 はマクラガイ亜科 Olivinae の異名。
  - Dipsaccinae P. Fischer, 1884 はリュウグウボタル科 Ancillariidae の異名。
  - Olivancillariidae Golikov & Starobogatov, 1975 はマクラガイ科の Olivancillariinae 亜科。
  - Olivellidae Troschel, 1869 ホタルガイ科はマクラガイ科のホタルガイ亜科 Olivellinae。
  - Vanpalmeriinae Adegoke, 1977 †（化石） はリュウグウボタル科 Ancillariidae の異名。
  - Zemiridae Iredale, 1924 はマクラガイモドキ科 Pseudolividae の異名。